# Nicolsonia
Nicolsonia là một chi thực vật có hoa trong họ Đậu.